# Czetyrki
Czetyrki (lit. Keturiai) − wieś na Litwie, w gminie rejonowej Soleczniki, 1 km na wschód od Jaszunów, zamieszkana przez 120 ludzi. Przed II wojną światową w Polsce, w powiecie wileńsko-trockim województwa wileńskiego.